# Yan Yuan
Pour les articles homonymes, voir Yan (homonymie).
Dans ce nom, le nom de famille, Yan, précède le nom personnel Yuan.
 Les mots cités sont en pinyin et en caractères simplifiés. "
Yan Yuan (chinois : 颜元 ; pinyin : Yán Yuán ; Wade : Yen Yuan) (1635-1704), nom de courtoisie Yizhi (易直) ou Hunran (渾然), nom d'art Xizhai (chinois : 习斋 ; Wade : Hsi-chai) est un éducateur, un essayiste et un philosophe de la période Qing. Il fonde l’école de philosophie Yan-Li aux côtés du philosophe Li Gong (李塨) (1659-1733). Cette école se base sur une approche plus pragmatique et empirique du confucianisme par opposition à une vision plus abstraite du néo-confucianisme qui avait dominé pendant les six siècles précédents.

## Biographie
Yan Yuan naît le 27 avril 1636 dans le village Liu (刘村) (p. 912) dans la province de Zhili en Chine au moment où la dynastie Ming est dans sa dernière phase et que la Chine vit des turbulences et des désordres sociaux. À l’hiver 1638, le père de Yan abandonne sa famille pour suivre les troupes mandchoues jusqu’en Mandchourie (p. 425). Yan Yuan est alors âgé de trois ans et son frère âgé d’un an meurt peu de temps après le départ de leur père qui n’enverra aucun message et ne reviendra jamais (p. 425). À cette époque, Yan Yuan porte le nom de Zhu Bangliang (p. 426). C’est son grand-père adoptif Zhu Shengxuan qui prend en charge la famille. En 1642, son grand-père engage des tuteurs pour préparer Yan Yuan aux examens de la fonction publique (p. 427). Trois ans plus tard, une rébellion locale sème le chaos et le grand-père se réfugie avec sa famille dans le district Boye (博野), jusqu’à ce que la rébellion soit supprimée (p. 421). Déjà à onze ans, Yan Yuan a vécu beaucoup de guerres, de désordres, de famines et autres événements traumatisants.
À treize ans, Yan Yuan commence à s’intéresser aux écrits taoïstes occultes sur la prolongation de la vie (p. 913),. Il est aussi éduqué selon les propositions des néo-confucéens comme celles de en : Lu Jiuyuan. Il se marie en 1649, mais selon différentes sources, il n’aurait pas consommé le mariage à cause de ses croyances taoïstes (p. 913).
Son grand-père insiste pour que Yan Yuan entre dans la fonction publique, et en 1653, Yan Yuan réussit à passer l'examen élémentaire et il deviendra un shengyuan. La même année, il se consacre sérieusement à ses études sous le tutorat d’un érudit local, Jia Zhen (賈珍) (p. 913). Cependant, à la suite des démêlés avec la justice (procès perdu), la famille Zhu connaît des difficultés financières et elle déménage en banlieue où Yan Yuan cultive la terre agricole pour subvenir aux besoins de sa famille (p. 431). Malgré les pressions de son grand-père, Yan Yuan renonce à faire une carrière officielle dans la fonction publique et la bureaucratie (p. 431). Il décide plutôt de devenir un professeur privé. Mais, pour subvenir mieux aux besoins de sa famille, il doit gagner plus d'argent et l entreprend, en 1656, des études en médecine qu’il pratique deux ans plus tard (p. 913).
En 1658, il fonde avec quelques collègues, une école privée où il enseigne la philosophie néo-confucianiste et nomme cette école Si Gu Zhai (思古齋), ce qui veut littéralement « Atelier pour réfléchir sur les Anciens ». Il se donne lui-même le titre d'« homme nostalgique du passé » (思古人) (p. 913). Il abandonne les enseignements de en : Lu Jiuyuan et adopte ouvertement la philosophie du néo-confucianisme de Cheng et Zhu Xi en 1660. La même année, son fils naît et l'année suivante le célèbre penseur Li Gong s’inscrit à l’école de Yan Yuan et devient son disciple le plus notoire. Pendant huit ans, Yan Yuan observe scrupuleusement les enseignements et les rituels défendus par Zhu Xi, dont la méditation assise et la libération de l’esprit des influences extérieures (p. 913) et il fréquente des érudits pendant quelque temps. En 1665, le fils unique de Yan Yuan meurt de la variole (p. 445).
En 1668, à la suite du décès de sa grand-mère, Yan Yuan suit les prescriptions de ses études confucéennes de façon très scrupuleuse, ce qui vient à mettre en danger sa propre vie. Il comprend alors que les lois « rituelles des néo-confucéens étaient trop strictes et même nuisibles au corps ». Il apprend à ce moment-là que son père a été adopté et qu'il se nomme Yan. Cinq ans plus tard, au décès du grand-père adoptif, en 1673, il abandonne son nom Zhu Bangliang qu'il avait porté depuis son enfance pour prendre celui de Yan Yuan.
Yan Yuan traverse une crise morale et intellectuelle. Il rejette alors la philosophie ésotérique en laquelle il croyait dans sa jeunesse, et entreprend la recherche de son père en même temps qu’il se lance dans le confucianisme primitif. Il « adopte alors une interprétation plus réaliste du monde »,. Il expose en 1669 ses nouvelles idées dans deux traités : le premier intitulé Cunxìng bian (存性編) (Chapitre sur la préservation du caractère), puis un second, Cunxue bian (存学编) (Sauvegarde des enseignements),(p. 449), (p. 914). Il modifie le nom de son école « Atelier pour réfléchir sur les Anciens » en Xi zhai (习斋) ce qui veut dire "Atelier du savoir pratique ». Ses idées trouvent une grande réceptivité dans le nord de la Chine (p. 914) et en 1679, Li Kong (李匡), son étudiant, devient le plus important porte-parole de la philosophie de Yan et la fait connaître au niveau national.
Cinq ans plus tard, Yan Yuan — qui a alors 49 ans — se rend à Pékin pour tenter de retrouver son père, mais il échoue. Il se rend ensuite en Mandchourie où il passe un an à poursuivre la recherche de son père. Il y rencontre une demi-sœur qui lui annonce que leur père est mort en 1672 (p. 426). Il retourne à Poye.
En 1691, il passe la moitié de l’année à voyager dans le sud de Zhili et dans une partie du Henan pour répandre son enseignement (p. 915). Cinq ans plus tard, il accepte la direction de l’Académie Changnan de Feixiang. Il met en place des études qui respectent ses idées en éducation. Son programme comprend « une formation militaire, incluant la stratégie, le tir à l'arc, l'équitation et la boxe ; des études classiques et historiques, incluant les histories dynastiques, les décrets impériaux, les mémoires et la poésie ; et des sciences pratiques telles que les mathématiques, l'astronomie et la mécanique », (p. 915). La même année, une inondation détruit l’académie de Feixiang et Yan Yuan retourne dans son village ancestral.
Il meurt le 30 septembre 1704 dans la province de Zhili.
Les textes de Yan Yuan et de son disciple Li Gong (1659-1733) sont les oeuvres principales du nouveau mouvement philosophique nommé école de Yan-Li. Les principales œuvres de Yan furent réimprimées à la fin du XIXe siècle sous le titre Yan-Li yishu (Art du Yan-li).

## Sa pensée
Ennemi de la connaissance par les livres, Yan Yuan préconise une éducation basée sur la pratique, se tournant vers l’action et l’utilité plutôt que l’étude exclusive des livres. Il recommande le service militaire obligatoire dans le but que chaque citoyen devienne un potentiel défenseur de son pays. Il préconise aussi l’entraînement aux « six arts » (liuyi : 六藝) tout en continuant à enseigner les techniques des métiers, de l’agriculture, de la guerre et des affaires financières.

## Œuvres

### Ses écrits
Liste des titres en ordre alphabétique de pinyin.
- Cunxingbian (存性編) (Sur la préservation du caractère) : traité sur la nature humaine influencée par les enseignements de Mencius s’opposant aux enseignements des érudits des Song basés sur le taoïsme et le bouddhisme ; en 2 volumes, imprimé en 1705.
- Cunxuebian (存学编) (Sur la préservation des enseignements) : traité sur l’éducation avant Confucius, où il privilégie la formation pratique par opposition à la formation livresque ; en 4 volumes, imprimé en 1701.
- Cunzhibian (存治編) (Sur la préservation du gouvernement).
- Ju You Yu Jian (居忧愚见) (Choses observées pendant une période de deuil) : essai qui apporte des corrections au Jiali (家礼) portant sur les rituels et cérémonies domestiques dans la culture chinoise.
- Huan Mi Tu(喚迷途) ( Réveilleur eux qui sont égarés) : d’abord publiée en 1682  puis republiée en 1705 sous le titre Cunrenbian (存人編) (Sur la préservation de l'humanité), ouvrage dénonçant le bouddhisme comme étant inhumain ; en 4 volumes.
- Liwen shouchao (礼文手抄) (Copies manuscrites des textes de rites) : en 5 volumes.
- Sishu zhengwu (四书正误) (Correction des Quatre Livres) : en 6 volumes.
- Zhuzu yulei (朱子语类评) (Commentaires sur les classifications des paroles de Zhu Xi).

### Écrits de Yan Yuan colligés par son disciple Zhong Ling
- Xizhai Jì Yu(习斋记余) (Notes et souvenirs de Xizhai) : essais et lettres écrites par Yan Yuan (Xizhai), rassemblés son disciple Zhong Ling (钟玲) ; en 10 volumes, préface de Zhong en 1750.
- Yan Xizhai xianheng piyi lu (颜习斋辟异录) (Recueil des opinions divergentes) : écrits rassemblés dénonçant le bouddhisme ; en 2 volumes, avec la préface de Zhong datée de 1738.
- Yan Xizhai xiansheng yan Xing Lu (颜习斋先生言行錄) (Recueil des paroles et actions de maître Xizhai) : basé sur le journal de Yan, compilation de la biographie de Yan Yuan faite par Zhong Ling (钟玲); en deux volumes, préface de Zhong en 1737.